# Liste der staatlichen Unternehmen in Sierra Leone
Dies ist eine Liste der staatlichen Unternehmen und Einrichtungen in Sierra Leone. Es handelt sich dabei um 25 Unternehmen und Einrichtungen (ohne Kommissionen) aus verschiedenen Wirtschaftssektoren in Sierra Leone.
| Institution                                         | Hauptsitz | Übergeordnete Stelle                                                       | Branche                       |
| --------------------------------------------------- | --------- | -------------------------------------------------------------------------- | ----------------------------- |
| Bank of Sierra Leone                                | Freetown  | keine                                                                      | Zentralbank                   |
| College of Medicine and Allied Health Sciences      | Freetown  | Universität von Sierra Leone                                               | Hochschule                    |
| Eastern Polytechnic                                 | Kenema    | Universität von Sierra Leone                                               | Hochschule                    |
| Fourah Bay College                                  | Freetown  | Universität von Sierra Leone                                               | Hochschule                    |
| National Insurance Company                          | Freetown  | Ministerium für Arbeitsbeschaffung und Soziale Sicherheit                  | Versicherer                   |
| Institute of Public Management & Administration     | Freetown  | Universität von Sierra Leone                                               | Hochschule                    |
| National Power Authority                            | Freetown  | Ministerium für Energie und Wasserressourcen                               | Energiekonzern                |
| National Shipping Company                           | Freetown  | Ministerium für Transport und Flugverkehr                                  | Schifffahrtsunternehmen       |
| National Social Security and Insurance Trust        | Freetown  | Ministerium für Soziales, Geschlechtergleichheit und Kinderangelegenheiten | Sozialleistungs-Fonds         |
| National Tourist Board                              | Freetown  | Ministerium für Tourismus und Kultur                                       | Fremdenverkehrsamt            |
| Njala University                                    | Bo, Njala | Ministerium für Bildung, Sport und Jugend                                  | Hochschule                    |
| Rokel Commercial Bank                               | Freetown  | Bank of Sierra Leone                                                       | Geschäftsbank                 |
| Sierra Leone Airports Authority                     | Freetown  | Ministerium für Transport und Flugverkehr                                  | Flughafenbetreiber            |
| Sierra Leone Commercial Bank                        | Freetown  | Bank of Sierra Leone                                                       | Geschäftsbank                 |
| Sierra Leone Investment and Export Promotion Agency | Freetown  | Ministerium für Handel und Industrie                                       | Export, Investitionen         |
| Sierra Leone Ports Authority                        | Freetown  | Ministerium für Transport und Flugverkehr                                  | Schifffahrtsbehörde           |
| Sierra Leone Postal Services                        | Freetown  | Ministerium für Transport und Flugverkehr                                  | Postunternehmen               |
| Sierra Leone Roads Authority                        | Freetown  | Ministerium für Transport und Flugverkehr                                  | Straßenverwaltung             |
| Sierra Leone Road Transport Authority               | Freetown  | Ministerium für Transport und Flugverkehr                                  | Straßenverkehr und Transport  |
| Sierra Leone State Lottery Company                  | Freetown  | Ministerium für Handel und Industrie                                       | Glücksspiel                   |
| Sierra Leone Stock Exchange                         | Freetown  | Bank of Sierra Leone                                                       | Börse                         |
| Sierra Leone Telecommunications Company             | Freetown  | Ministerium für Information und Kommunikation                              | Telekommunikation             |
| Sierra Leone Waste Management                       | Freetown  | Ministerium für Behausung und Infrastruktur-Entwicklung                    | Abfallentsorgung (Recycling)  |
| Sierra Leone Water Company                          | Freetown  | Ministerium für Energie und Wasserressourcen                               | Wasserversorgungsunternehmen  |
| SierraTel                                           | Freetown  | Ministerium für Information und Kommunikation                              | Telekommunikationsunternehmen |